# Aussie Girl
Aussie Girl EP är en EP av det svenska bandet Laakso. Titelspåret Aussie Girl släpptes först på Albumet I Miss You I'm Pregnant.

## Låtlista
1. Aussie Girl
2. Truck Driver
3. Sunday Night
4. Words Are Worst
5. Good Weather, Stormy Love
6. The Union